# Sagittario (fiume)
Il Sagittario è un fiume situato in Abruzzo, principale affluente dell'Aterno-Pescara.

## Descrizione
Nasce sotto l'abitato di Villalago da sorgenti alimentate dal lago di Scanno attraversando i comuni di Anversa degli Abruzzi, Bugnara, Sulmona, Corfinio, Pratola Peligna, Prezza e Roccacasale nella provincia dell'Aquila e Popoli Terme nella provincia di Pescara; percorre il vallone La Foce verso la valle Peligna attraversando le gole del Sagittario per unirsi poi, all'altezza di Popoli, al fiume Aterno. A monte del lago di Scanno il corso d'acqua è denominato fiume Tasso. Ha come affluenti i fiumi Gizio (destra) e Pezzana (sinistra). 
Alimenta due centrali idroelettriche dell'Enel: una, realizzata nel 1927 ed alimentata dalle acque del lago artificiale di San Domenico  denominata Sagittario della potenza di 20 MW, ed un'altra, costruita nel 1929 ed utilizzante uno sbarramento realizzato ai piedi del paese di Anversa, della potenza pari a 0,5 MW denominata Anversa Complementare. Entrambe le centrali sono situate nel territorio di Anversa.
Le centrali furono costruite dall'azienda FS allo scopo di elettrificare la linea ferroviaria Roma-Sulmona; nel 1962, con la nazionalizzazione dell'industria elettrica, le centrali passarono all'Enel.